# Прут (цинут)
Прут — один из десяти цинутов Румынии в 1938—1940 гг. В него входила часть Молдавии. Был назван в честь реки Прут. Столица — Яссы.

## Герб
Герб состоял из девяти квадратов (пять красного цвета, четыре серебряного; были расположены в виде шахматной доски). Это изображало девять жудецов, входящих в состав цинута Прут. На серебряных квадратах были чёрные головы зубров.

## Состав
Цинут состоял из девяти жудецов:
- Байа
- Бакэу
- Бельцы
- Ботошани
- Васлуй
- Нямц
- Роман
- Сорока
- Яссы